# دنوو (مدیریت حقوق دیجیتال)
ضد نفوذ دنوو یا دنوو (به انگلیسی: Denuvo) یک فناوری ضد نفوذ و مدیریت حقوق دیجیتال توسعه داده شده توسط شرکت اتریشی Denuvo Software Solutions GmbH است که توسط سونی دیجیتال آدیو دیسک کورپوریشن تملک مدیریت شده است.
دنوو اولین بار در سپتامبر ۲۰۱۴ استفاده شد. گروه ورز 3DM در سپتامبر ۲۰۱۴ اعلام داشت که دنووی بازی عصر اژدها: تفتیش عقاید را کرک کرده است. دنوو در این‌باره گفت که «هر بازی بالاخره کرک می‌شود». دنوو بارها ارتقا یافته و ساز و کارهای حفاظتی آن پیشرفت کرده است. شخصی به نام Voksi در سال ۲۰۱۶ توانست قفل دنوو را دور بزند، اما این مشکل توسط دنوو برطرف شد. دنوو با توجه به پیشرفت‌های مداوم، یکی از قفل‌های بسیار پیشرفته بازی‌های ویدئویی است که در تعداد زیادی از بازی‌های پرهزینه استفاده شده است. از معروف‌ترین گروه‌های کرک‌کننده دنوو، CPY و EMPRESS است. همچنین گروه CODEX در مواردی مثل رزیدنت اویل ۲ (بازسازی) توانسته دنوو را کرک کند.

## تکنولوژی
بازی‌های محافظت شده توسط دنوو نیاز به فعال‌سازی آنلاین دارند.این نرم افزار از یک "ماشین رمزگذاری 64 بیتی" استفاده می کند.مدیر بازاریابی دنوو، توماس گوبل، اظهار داشت که برخی از بازی‌های انحصاری کنسول به دلیل این فناوری، نسخه پی سی را دریافت می‌کنند.